# Olin J. Eggen
Olin Jeuck Eggen (1919 – 1998) va ser un astrònom estatunidenc.

## Biografia
Olin Jeuck Eggen era fill d'Olin Eggen i Bertha Clare Jeuck i nasqué a Orfordville, Wisconsin. Els seus dos progenitors eren d'origen noruec. Es va graduar a la Universitat de Wisconsin–Madison el 1940. A la Segona Guerra Mundial va combatre en els OSS, després tornà a la universitat i va rebre el seu Ph.D. en astrofísica el 1948.
Va esdevenir conegut coun dels grans observadors astronòmics del seu temps. També és conegut per l'informe de 1962 amb Donald Lynden-Bell i Allan Sandage que per primera vegada va suggerir que la Via Làctia es va col·lapsar per un núvol de gas. Va ser el prinmer en presentar la noció d'estels en grups en moviment.
Al llarg del temps va treballar al Lick Observatory (1948–1956), Royal Greenwich Observatory (1956–1961), California Institute of Technology, Mt. Wilson Observatory (1961–1966), Mount Stromlo Observatory, Australian National Observatory (1966–1977), i a Cerro Tololo Inter-American Observatory (1977–1998).
Després de la seva mort es va saber que tenia en el seu poder expedients molt significatius que havien desaparegut del Royal Greenwich Observatory, incloent l'expedient "Neptú".

## Algunes obres
- Three-colour photometry of 4000 northern stars (1968)
- Contace binaries, II (1967)
- Colours, luminosities and motions of the nearer giants of types K and M (1966)
- The empirical mass-luminosity relation (1963)
- Space-velocity vectors for 3483 stars with accurately determined proper motion and radial velocity (1962)
- Three-colour photometry in the southern hemisphere: NGC 6383, NGC 6405 and standard stars (1961)
- Three-colour photometry of red variables (1961)